# Богородский район Уральской области РСФСР
Богородский район — административно-территориальная единица Кунгурского округа, Уральской области, существовавшая в 1924—1931 годах.

## История
Богородский район был образован в январе 1924 года. Районный центр — село Богородское.
15 сентября 1926 года южная часть района отошла к образованному Алмазскому району.
10 июня 1931 года Богородский район объединен с Алмазским районом в Щучье-Озерский район.

## География
Район расположен в юго-западной части Кунгурского округа. Граничит с Уинским, Суксунским, Ачитским, Красноуфимским и Алмазовским районами округа, а также Чернушинским районом Сарапульского округа.
Площадь района — 1,7 тыс.км²., к югу от села Богородское рельеф поверхности возвышенный и гористый, глубоко расчлененный протекающими здесь реками. В северной части местность представляет открытое водораздельное плато с легкими волнообразными очертаниями рельефа. Речной бассейн района по преимуществу относится к Сылвинской системе, реки текут с юга на север. из них надо указать Ирень, с притоками Арей, Тарт, Шуртан и др. В южном направлении течет через район река Сарс, принадлежащая к Уфимской водной системе.
К югу от Богородска наибольшая в районе лесистость, к северу начинается лесостепная зона.

## Население
Население района в 1926 году составляло 26,3 тыс. человек. Из них русские — 68,8 %; татары — 28,7 %. Дети школьного возраста составляют - 7,8%, грамотность населения - 37,3%.  

## Экономика
В пределах района находится Сарсинский стекольный завод с числом рабочих 267 человек. В Тюше имеется винокуренный завод - 25 рабочих. В мелкой промышленности занято до 400 человек, преимущественно обслуживающие потребительские нужды местного населения. 

## Сельское хозяйство
Район является производящим в с/х отношении, покрывающим собственным сбором все местные потребности. Основные хлебные культуры: озимая рожь - 36,8%, овес - 36,6%, яровая пшеница - 13,3%, второстепенные культуры: травы 8,0% и лен 1,7%.
На одно хозяйство приходится: рабочих лошадей - 0,9%, коров - 1,1%, взрослых овец - 1,6%.
подсобными отраслями хозяйства являются клеверосеяние и пчеловодство.   

## Климат
Средняя годовая температура + 1 градус, годовое количество осадков 500 мм.

## Транспорт
Транспортная сеть района обслуживается Московско-Казанской железной дорогой проходящей по южной оконечности района и Бирским трактом, проходящим через район в меридиональном направлении.